# Mount Noice
Mount Noice ist ein 2780 m hoher Berg im ostantarktischen Viktorialand. Er ragt 13 km südlich des Mount Overlord am südwestlichen Rand des Deception-Plateaus auf.
Der United States Geological Survey kartierte ihn anhand eigener Vermessungen und Luftaufnahmen der United States Navy aus den Jahren von 1960 bis 1964. Das Advisory Committee on Antarctic Names benannte ihn 1969 nach Leutnant Gary E. Noice, Navigator bei der Navy-Flugstaffel VX-6 auf der McMurdo-Station im Jahr 1966.